# Trekljano
Trekljano (in bulgaro Трекляно?) è un comune bulgaro situato nel distretto di Kjustendil di 665 abitanti (dati 2009). La sede comunale è nella località omonima.

## Località
Il comune è formato dall'insieme delle seguenti località:
- Băzovica
- Brest
- Češljanci
- Dobri dol
- Dolni Koriten
- Dolno Kobile
- Dragojčinci
- Gabreševci
- Gorni Koriten
- Gorno Kobile
- Kiselica
- Kosovo
- Metohija
- Pobit kamăk
- Sredorek
- Sušica
- Trekljano (sede comunale)
- Uši
- Zlogoš